# طوطی برزیلی نقابدار
طوطی برزیلی نقابدار، نام دیگر آن «طوطی برزیلی زرد طوقی» و «طوطی برزیلی سیاه نقاب» و «طوطی برزیلی سرسیاه» است و نام علمی آن Agapornis personatus است و در سال ۱۸۸۷م توسط شرق‌شناس آلمانی «آنتوان ریچنو» شناسایی شد. زادگاه آن شمال شرقی تانزانیا است. اندازه آن ۱۴ سانتی‌متر است. هیچ تفاوت ظاهری بین دو جنس نر و ماده وجود ندارد و پرندگان نابالغ در منقار خود علامت سیاه رنگی دارند و آرام‌تر از بالغان هستند. اکثر پرها سبز رنگ هستند پرهای پیشانی و قسمت بین چشم‌ها حد واسطی بین رنگ‌های قهوه‌ای و دودی است. اطراف گردن زرد رنگ است. پوست بینی و حلقه دور چشم سفید است و نوک پرنده قرمز است. پاها به رنگ خاکستری تیره است. برای تشخیص جنسیت این طوطی به غیر از راه تست دی‌ان‌ای از راه استخوان قسمت لگن این طوطی می‌شود تشخیص داد. اگر استخوان‌های لگن این طوطی باهم فاصله داشت این طوطی ماده و اگر فاصله نداشت این طوطی نر است.

## نگارخانه

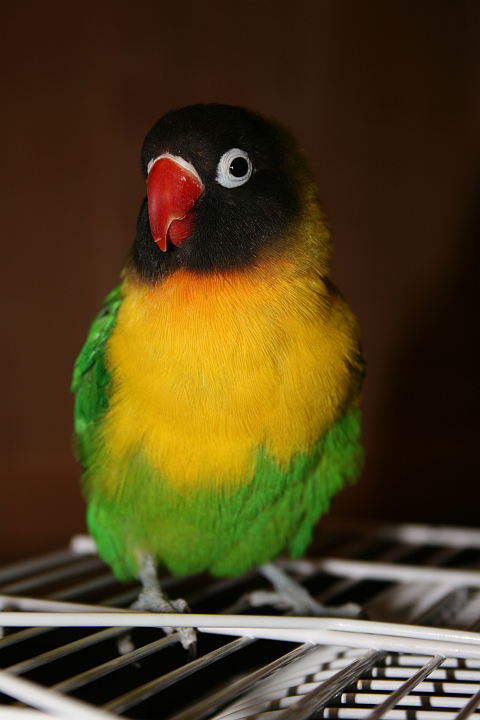
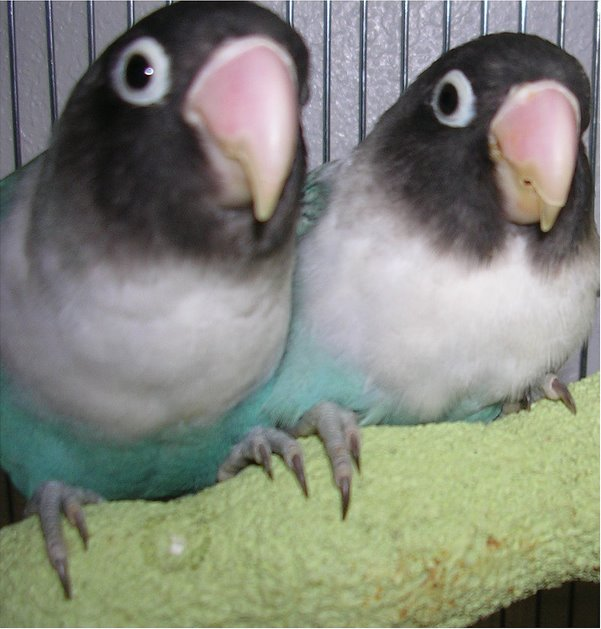
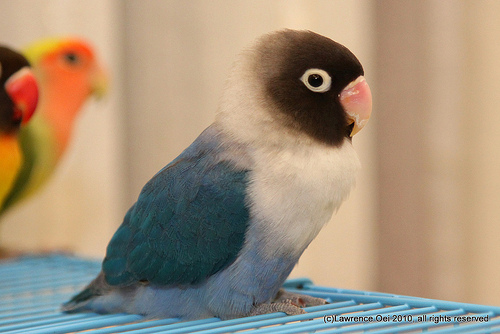
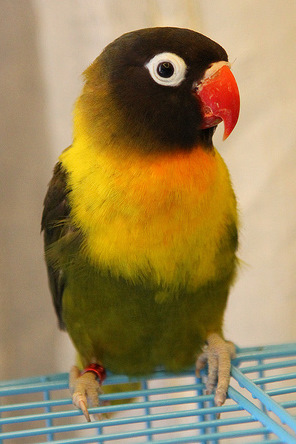
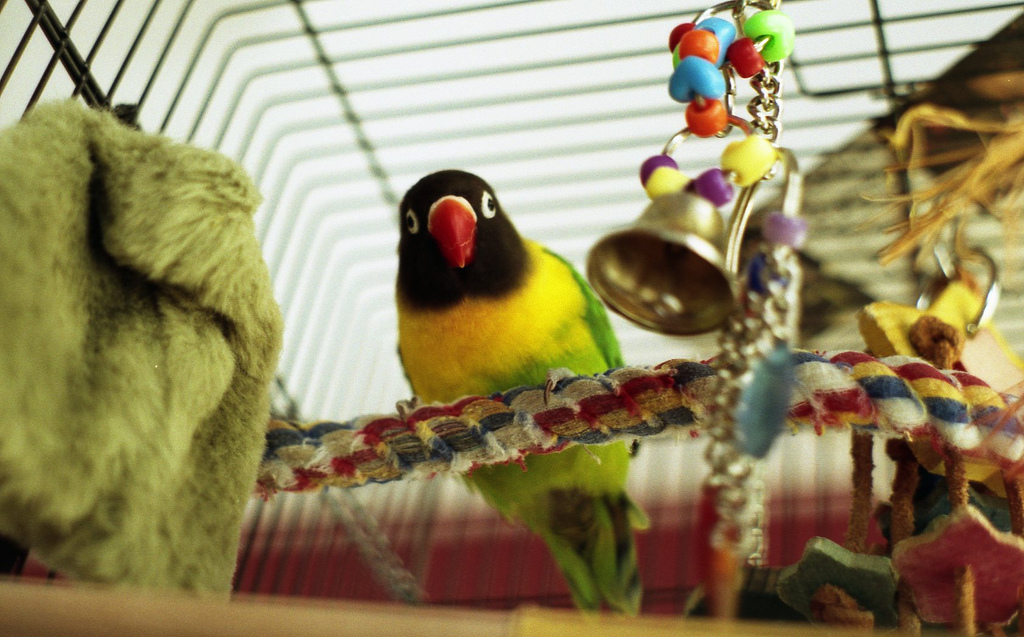
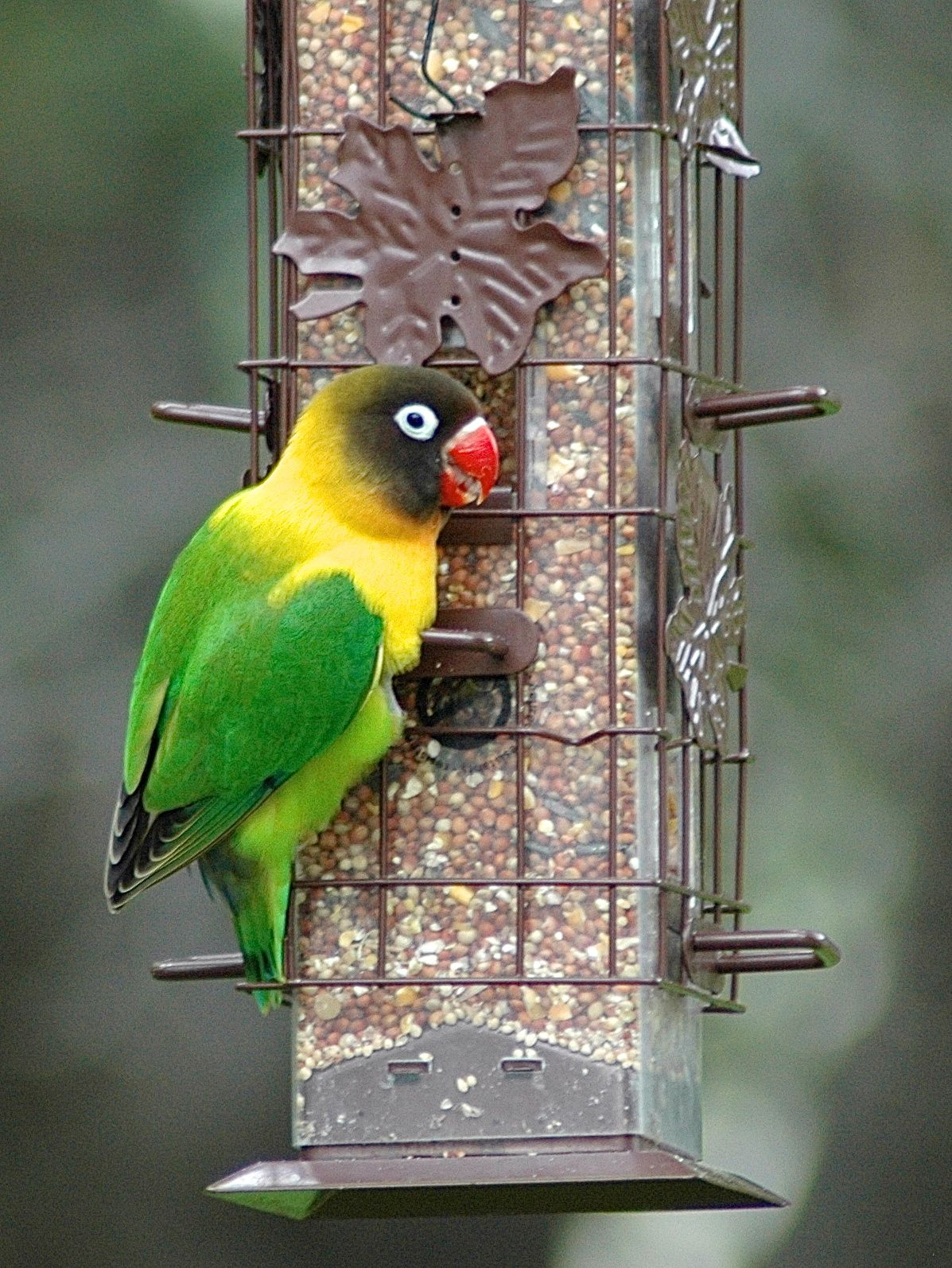